# بيكا توبين
بيكا توبين (بالإنجليزية: Becca Tobin)‏ هي مغنية وممثلة أمريكية، ولدت في 18 يناير 1986 في أتلانتا في الولايات المتحدة.

## أعمال

### مسلسلات
- غلي

## وصلات خارجية
- الموقع الرسمي
- بيكا توبين على موقع IMDb (الإنجليزية)
- بيكا توبين على موقع روتن توميتوز (الإنجليزية)
- بيكا توبين على موقع ألو سيني (الفرنسية)
- بيكا توبين على موقع ميوزك برينز (الإنجليزية)
- بيكا توبين على موقع تيرنر كلاسيك موفيز (الإنجليزية)
- بيكا توبين على موقع أول موفي (الإنجليزية)
- بيكا توبين على موقع قاعدة بيانات برودواي على الإنترنت (الإنجليزية)
- بيكا توبين على موقع أول ميوزيك (الإنجليزية)
- بيكا توبين على موقع ديسكوغز (الإنجليزية)
- بيكا توبين على موقع قاعدة بيانات الفيلم (الإنجليزية)